# Wapen van Kampenhout

Het huidige wapen van Kampenhout (sinds 1909/1978).

Het Wapen van Kampenhout is het heraldisch wapen van de Belgische gemeente Kampenhout. Het wapen werd op 6 februari 1909 toegekend, vervolgens werd dit wapen herbevestigd op 6 september 1978.

## Geschiedenis
Het wapen is dat van de baronnen de Fourneau de Cruquenbourg, die Kampenhout in 1638 verwierven en de laatste heren van Kampenhout waren. Ter onderscheid van het familiewapen van de Fourneau heeft het gemeentewapen de heilige Maria, de patroonheilige van de gemeente, als schildhouder.

## Blazoen
Het wapen heeft de volgende blazoenering:
Van lazuur, bezaaid met blokjes van goud met een keper van hetzelfde over alles heen, het schild overdekt met de gekroonde heilige Maagd, houdende een schepter in de rechterhand en dragende op de linkerarm het kindje Jezus, gekroond en houdende in de linkerhand de aardbol, waarboven het kruis; heilige Maagd en kindje Jezus van zilver, schepter, kronen en aardbol van goud.

## Vergelijkbare wapens

Wapen van de Fourneau de Cruquenbourg.
Wapen van Ranst.
Wapen van Ternat.